# تئاتر حماسی

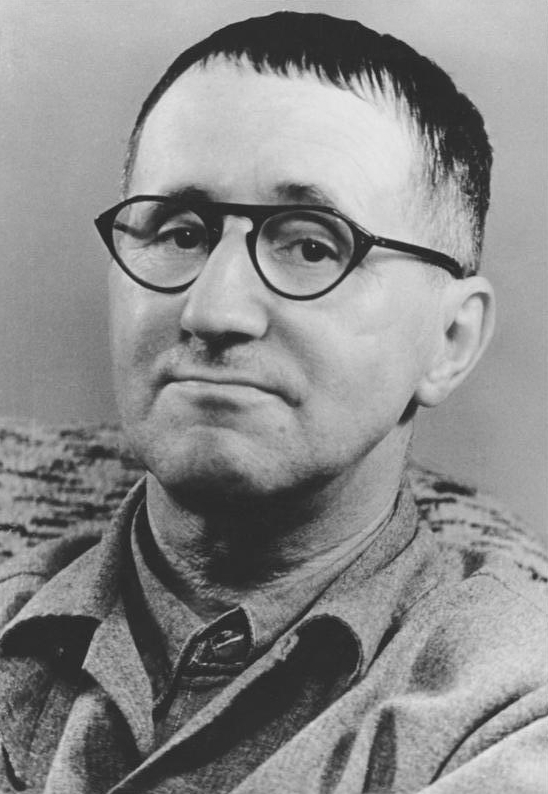
برتولت برشت

تئاتر اپیک (به آلمانی: Episches Theater) گونه‌ای از ساختار تئاتر است که از لحاظ اجرایی ابتدا توسط اروین پیسکاتور ابداع شد ولی از لحاظ نوشتن متن توسط برتولت برشت صورت گرفت.

## ساختار تئاتر اپیک
برتولت برشت معتقد است تئاتر، جهان شمول‌ترین، همگانی‌ترین و گسترده‌ترین هنرهاست. برشت که امکانات و نقش بالقوهٔ تئاتر را در اجتماع دریافته بود، بر آن بود تا به این امکانات در کار خود تحقق بخشد. او همیشه تئاتر را ابزار کار خود می‌دانست و برای اینکه از طریق این ابزار به هدف خود یعنی دگرگونی موازین اجتماع و آگاهی بخشی اجتماعی، دست یابد ناگزیر بود از شیوه‌ها و تکنیک‌های نو یاری جوید. برشت از ابتدا تمام ارزش‌ها و موازین ارسطویی را چه در ادبیات و چه در اجتماع نفی و انکار کرد. در حقیقت در اواخر دههٔ ۱۹۲۰ تقریباً همهٔ ارکان اصلی نظریاتش را پایه‌گذاری کرده بود و در یادداشت‌های زیادی در نمایشنامه‌های آدم آدم است، «اپرای سه پولی» و… به تفصیل شرح و بسط داده بود. در حوالی سال ۱۹۳۰ برشت در یادداشت‌هایی بر ماهاگونی نوشت «تئاتر نوین، تئاتر اپیک است» ولی همان‌طور که خود او اظهار می‌داشت از نظر سبک و تکنیک مسئلهٔ چندان تازه ای در تئاتر اپیک وجود ندارد: گرایش‌های آموزشی و تفسیری آن از نمایشنامه‌های مذهبی قرون وسطی و تئاتر قدیمی آسیا ریشه می‌گیرد؛ بسیاری از ویژگی‌های آن مثلاً شیوهٔ اجرای گزارشی، خطاب مستقیم به تماشاگر، استفاده از همسرایان و نقاب، استفاده از میم و حرکات و اطوار، تکنیک برگشت به گذشته، سبک بازیگری پر تکلف و گزافه آمیز، مستقیماً از نمایش نو ژاپن گرفته شده‌است. روشن بینی و استعداد برشت، او را قادر ساخت تا تمام اینها را یک جا گرد آورد و در طرحی منسجم و منظم ادغام کند وی همچنین موفق شد این طرح را با اندیشه‌های نو در هم آمیزد و به تئاتر جهت و هدف دهد.

## مفهوم تئاتر اپیک
اصطلاح «اپیک» واژه ای قدیمی است که در زمان‌ها و مکان‌های مختلف معانی متفاوتی در برداشته است: در اصطلاح ارسطویی، کلمهٔ اپیک به نوعی حکایت گفته می‌شود که به وحدت‌های ارسطویی زمان و مکان پایبند نیست. برشت واژهٔ اپیک را دقیقاً به همان معنای آلمانیِ «روایی» یا «داستانی» به کار می‌برد: یک رشته اتفاقات و رویدادهایی که بی هیچ محدودیت تصنعی زمانی و مکانی و بی هیچ التفاتی به طرح و توطئهٔ رسمی داستان بیان شود؛ البته هدف همراه آن یعنی آموزش و تذهیب به آن کیفیتی نو قرون وسطایی می‌بخشد و حذف عنصر دلهره و انتظار آن را به نمایش‌های مذهبی _ انجیلیِ قرون وسطی و نیز قالب تعزیه نزدیک می‌کند. دیدگاه تئاتر اپیک، دیدگاهی اجتماعی است و برشت معتقد است که باید به جای غرق ساختن تماشاگر در نمایش، به او کمک کرد تا بتواند تار و پود اقتصادی و سیاسی هر بافت اجتماعی را تشخیص دهد.
برشت بیشتر در پی برانگیختن یک واکنش بود تا در پی تشویق آن خمودی منفعلانه ای که بر تئاتر فرتوت بورژوایی حاکم بود. به هنگام اجرای یک نمایشنامه، برشت غالباً آن را به اقتضای واکنش تماشاگران بازنویسی می‌کرد بدینسان نمایشنامه تبدیل به یک "رویارویی " و یک "تجربه" می‌شد که تماشاگر در آن هم نقش مفسر را داشت و هم نقش منتقد را و متن اجرایی همیشه " موقتی" بود زیرا متن نهایی عملاً نمی‌توانست به وجود بیاید. برشت نیز مانند پیسکاتور به خودمختاری نویسنده و کارگردان عقیده نداشت.
در این شیوهٔ نمایشی صحنه و سالن تماشاگران باید از همهٔ عناصر جادویی پاک می‌ماند و هیچ گونه زمینهٔ هیپنوتیزم و نفوذ سحرآمیزی هم ایجاد نمی‌گشت. تماشاگران را نه با شور و هیجان داغ سرگرم می‌کردند و نه با آن نوع بازی‌هایی که بازیگرانش از نظر جسمانی به خود فشار می‌آورند، تماشاگر را مدهوش نمی‌کردند.
دریافت برشت از استانیسلاوسکی سرشار از تصاویر اعمال فشار است. از نظر برشت، تئاتر استانیسلاوسکی وار" به گونه ای نظام مند، همدلی تماشاگر را برمی‌انگیزد" تماشاگری که در پیامد این همدلی " قربانی تجربهٔ هیپنوتیزم می‌شود و کلا در کنش گرفتار می‌شود " برشت به روشنی می‌گوید این " فشار همدلی" باید متوقف شود چرا که به زعم او " چگونه تماشاگر می‌تواند بر زندگی مسلط شود حال آنکه تمام رویدادها بر او مسلط هستند؟" در این پرسش اشاره ای به هدف سیاسی بزرگ‌تری وجود دارد که رویارویی با استانیسلاوسکی، مقیاس بسیار کوچک آن است. بنابر این دستاورد برشت، تعریف دوبارهٔ کارکرد تئاتر برحسب سودمندی اجتماعی است. برشت می‌پذیرد که کشف حقایقی که استانیسلاوسکی در پی آن بود، دشوار است و ضمناً ستودنی. اما پرسش برشت این است که عامهٔ مردم با چنین تئاتری چه باید بکنند؟ برشت می‌گوید: من می‌خواستم قواعدی را به کار گیرم که موضوع آن فقط تفسیر جهان نیست، بلکه تغییر آن است و می‌خواستم آن را در تئاتر مورد استفاده قرار دهم.

## مقایسه تئاتر اپیک و تئاتر دراماتیک
«تئاتر دراماتیک»
1. وجود طرح
2. تماشاگر را در ماجرای روی صحنه، غرق می‌سازد و نیروی عمل را از او می‌گیرد.
3. تماشاگر را در احساسات، غرق می‌کند.
4. او را در تجربه‌ای، سهیم می‌کند.
5. تماشاگر، درگیر واقعه می‌شود.
6. وجود القا و تلقین
7. احساسات غریزی، پرورش می‌یابد.
8. تماشاگر، در بطن نمایش است و در تجربه، سهیم می‌شود.
9. انسان، شناخته شده، فرض می‌شود.
10. انسان، تغییرناپذیر است.
11. نظرها، متوجهٔ پایان است.
12. هر صحنه، تابع صحنهٔ دیگر است.
13. نمایش، رشد می‌کند.
14. پیشرفت، در خط مستقیم است.
15. وجود ضرورت تکاملی
16. انسان، ایستا و ثابت است.
17. اندیشه و تفکر، وجود را رقم می‌زند.
18. وجود احساس

«تئاتر اپیک»
1. وجود روایت
2. تماشاگر را به ناظری مبدل می‌سازد که نیروی عمل را در او برمی‌انگیزد.
3. او را ناگزیر به تصمیم‌گیری می‌کند.
4. دنیا را برایش ترسیم می‌کند.
5. تماشاگر، رو در روی واقعه قرار می‌گیرد.
6. وجود استدلال
7. تماشاگر به مرحلهٔ شناخت و تمیز می‌رسد.
8. تماشاگر، در خارج محدودهٔ رویداد قرار دارد و بررسی و ارزیابی می‌کند.
9. انسان، هدف نهایی پرس و جو است.
10. انسان، دگرگون‌شونده و دگرگون‌ساز است.
11. نظرها، بر چگونگی سیر تحول است.
12. هر صحنه، قائم به ذات است.
13. نمایش، مجموعه‌ای از تک صحنه‌هاست.
14. پیشرفت، به‌شکل تعدادی منحنی است.
15. وجود جهش
16. انسان، پویا و متحول است.
17. موجود اجتماعی، اندیشه را رقم می‌زند.
18. وجود شعور

منبع: